# Озоновый слой (группа)
Озоновый слой — российская рок-группа, образованная в посёлке Подгорный Красноярского края.

## Деятельность группы
Репертуар группы исключительно русскоязычный и собственного сочинения. Главной целью «Озонового слоя» является реализация собственных творческих идей и их признание у максимально широкой аудитории.
Группа является участником «Дня Сибирского Рока» 2007, 2008, 2010 годов, фестивалей «Старый новый рок» 2008 года, «РокОт Балтики» 2007 года, «Мосты» 2011 года. Активная концертная деятельность группы начата после успешного выступления на фестивале «Живой Звук-2003».
В январе 2010 года группа «Озоновый слой» была отмечена губернаторским грантом — за вклад в развитие культуры Красноярского края.

Слоган команды, встречающийся в сети Интернет — «…в наших песнях ТЫ обязательно найдёшь что-то О СЕБЕ…».

### Состав группы «Озоновый слой»
- Андрей Куприянов — автор песен, гитара, вокал
- Алексей Хитров — бас-гитара
- Юрий Загудаев — соло-гитара
- Константин Ходалев — ударные
- Андрей Мышьяков — клавишные
- Евгений Красных — гитара

Сессионные музыканты:
- Александр Сорвин — труба
- Татьяна Ухмачева — скрипка

### История коллектива
История группы насчитывает более двадцати лет, основные эпохальные события:
1990 — создание группы «Морг»
Состав:
- Андрей Куприянов — автор песен, гитара, вокал
- Гера Оплетаев «Оплетай» — ударные
- Сергей Горбачев — бас-гитара
- Антон Зверев — клавишные

1991—1993 — творческий перерыв в связи со службой участников в армии
1993 — возобновление деятельности, группа «Взвод». Это название позже стало известным в Красноярске.
Состав группы «Взвод»:
- Андрей Куприянов — автор песен, гитара, вокал
- Вячеслав Гаврилов — соло-гитара
- Дмитрий Коханов — ударные
- Александр Лыско — клавишные
- Сергей Горбачев — бас-гитара
- Алексей Хитров — бас-гитара
- Екатерина Гляделова — бэк-вокал

1994 — группу покидает бас-гитарист Сергей Горбачев, приходит Алексей Хитров
1995 — запись альбома «Стерва» в студии ДК г. Железногорска
1995 — Группу покидает ударник Дмитрий Коханов и клавишник Александр Лыско, начата работа с drum-машиной, начало студийной работы.
1998 — уходит соло-гитарист Вячеслав Гаврилов.
1998 — запись альбома «От винта».
1999—2002 студийная работа, написание и аранжировка нового материала.
2002 — приглашение Виктору Вахмистрову, Сергею Горбачевскому работать в группе, ребята остались до 2005 года.
2002 — запись альбома «Озоновый слой».
2003 — смена названия на одноименное «Озоновый слой», начало активной концертной деятельности, живых выступлений.
2003 — фестиваль «Живой звук-2003» — группа признана одной из лучших, удостоилась чести разогревать зал перед выступлением группы «Сплин».
2005 — запись альбома «Два слова».
2005 — группу покидают Виктор Вахмистров и Сергей Горбачевский.
2005 — первый видеоклип на песню «Два слова» («Я живой»). Клип получил ротацию на MTV-Красноярск. Приглашения на радио и региональные телеканалы.
2005 — в команду приходят Дмитрий Семиколенных, Юрий Загудаев, Дмитрий Антонюк, и возвращается Сергей Горбачевсвкий.
2006 — запись альбома «Берега» — первая официальная пластинка «Озонового слоя», выпущенная при поддержке интернет-портала Василия Стрельникова «Русский подкастинг»
2006 — группа расстается с бас-гитаристом Дмитрием Семиколенных, на место которого приходит сессионный музыкант Андрей «Борода» Лукин
2007 — участие и победа на отборочном туре трансроссийского фестиваля «РокОт Балтики»
2007 — замена бас-гитары — Алексей Хитров, и новый клавишник Андрей Мышьяков
2007 — приглашены на «Нашествие 2007», но, фестиваль не состоялся по организационным проблемам.
2007 — участие в фестивале «РокОт Балтики 2007» (Санкт-Петербург)
2007 — участие в рок-фестивале «JAMFEST-2007»
2007 — запись альбома «Эгоист»
2007 — участие в фестивале «День Сибирского Рока» (Красноярск)
2008 — участие в фестивале «Старый новый рок» (Екатеринбург)
2008 — участие в рок-фестивале «Воздух» (Петрозаводск)
2008 — участие в фестивале «День Сибирского Рока» (Красноярск)
2009 — участие в фестивале «Монстры Рока» (Красноярск)
2010 — участие в фестивале «РокОт Балтики 2010» (Новосибирск) (стали победителем отборочного тура)
2012 - участие в праздничных мероприятиях посвященных празднованию дня города Абакана
2012 - участник рок-фестиваля "Календари" в качестве хедлайнера
2013 - участие в концерте посвященному празднованию дня города Красноярск

Состав группы:
- Андрей Куприянов — автор песен, гитара, вокал
- Алексей Хитров — бас-гитара
- Юрий Загудаев — соло-гитара
- Дмитрий Антонюк — ударные
- Андрей Мышьяков — клавишные

Сессионные музыканты:
- Александр Сорвин — труба
- Татьяна Ухмачева — скрипка

### Видео с «Озоновым слоем»
- ОС на ТРК Енисей-регион
- группа в гостях у телепередачи «Утренний кофе на Афонтово»
- Видеоклип на песню «Два слова (Я живой)» Архивная копия от 30 сентября 2016 на Wayback Machine

### Дискография
- План
- Звездочка
- Я живой
- Корабли
- Озоновый слой
- Грязные дороги
- Солнце-Колесо
- Нас не остановят
- Провода
- Я хочу домой
- Добро пожаловать!

- Не по правилам
- Рвать не шить
- Люки
- Стоп
- Хочется жить
- Порох
- Прекрасная любовь
- Стреляй
- Заново
- Чёрная птица
- Чайки

- С Чистого Листа
- Ништяк
- Надо Лететь
- Воздух
- Календари
- До Осени
- Страх
- Времени нет
- Тушь
- Я Тебе Не Верю

- Стреляй
- Синица
- Эгоист
- Выйду я на улицу (2008)
- Вернуться домой
- Лети, лети
- Время
- Мы не в себе
- Война (4-я весна)
- Прощай
- Свет

- Звони
- Рада
- 5,45 (Пишите письма)
- С добрым утром
- Ключ от неба
- Нам повезет
- S.O.S.
- C севера на юг
- Скорее скорого
- Девочка-кисточка
- Пятница
- …послать бы все (Берега)

- Хочется жить
- Глаза в глаза
- Грязные дороги
- Нечего терять
- У неба на краю
- Дождик
- Солнца колесо
- Стерва
- Горячо
- Никогда…
- Два слова (Я живой)

- Озоновый слой
- Сквозняки
- Глупо
- Темнота света
- Мама
- Бывает больно
- Холодная война
- Под водой
- Звезда
- Порвалась струна
- Последний вокзал
- Роза

- Улетают птицы
- Сказка
- Выйду я на улицу
- Лети, лети
- Сквозняки
- Затуманенное счастье
- Уходят корабли
- От винта
- Ты
- Мы вместе
- Рассвет
- Прощай
- Улетают птицы
- Слезы

- Стерва
- Адреналин
- Костры
- Зима
- Грязные дороги
- Война
- Чёрно-белая любовь
- День
- Под дождем
- Эй, проснись
- Встречи на песке
- Не умрем
- Птицы

- Помни онем - 2000
- В упор - 2000
- Невеста - 2001
- минус 2 по Цельсию - 2001
- 16 роз (Туман) - 2001
- Bonnie & Clyde - 2018